# کارل دابلیو. ارنست
کارل دابلیو. ارنست (به انگلیسی: Carl W. Ernst) (زادهٔ ۸ سپتامبر ۱۹۵۰، لس آنجلس، کالیفرنیا) استاد ممتاز کینان مطالعات اسلامی در دانشکده مطالعات دین دانشگاه کارولینای شمالی در چپل هیل است.

## زندگی
وی مطالعات فراوانی نسبت به اسلام داشتهو به بسیاری از کشورهای اسلامی سفر کرده و هم‌اکنون در زمینهٔ مطالعات تاریخی در مورد اسلام یکی از شخصیت‌های مطرح بین‌المللی است. وی مدتی شاگرد آن ماری شیمل بوده و کتاب اقتدا به محمد را نیز به شیمل تقدیم کرده‌است. او مدیر مرکز مطالعه تمدن‌های خاورمیانه و مسلمان کارولینا است. او مدرک کارشناسی خود را در رشتهٔ مطالعات دینی از دانشگاه استنفورد و مدرک دکتری را از دانشگاه هاروارد در سال ۱۹۸۱ دریافت کرد.

## جوایز
کتاب اخیر او اقتدا به محمد: نگرشی نو به اسلام در جهان معاصر چندین جایزه بین‌المللی برده‌است. ترجمه فارسی اقتدا به محمد او هم برنده کتاب سال حوزه شده‌است. او کتابی هم دربارهٔ شیخ روزبهان دارد که در سال ۱۳۸۷ به خاطر آن جایزهٔ جشنواره فارابی را به خود اختصاص داد.

## آثار
- اقتدا به محمد: نگرشی نو به اسلام در جهان معاصر
- روزبهان بقلی: عرفان و شطح اولیاء در تصوف اسلامی